# Italia en los Juegos Olímpicos de Moscú 1980
Italia estuvo representada en los Juegos Olímpicos de Moscú 1980 por un total de 159 deportistas que compitieron en 19 deportes.  

## Medallistas
El equipo olímpico italiano obtuvo las siguientes medallas:
| Nombre | Deporte       | Competición                |
| --- | ------------- | -------------------------- |
| Oro |               |                            |
| Pietro Mennea | Atletismo     | 200 m M                    |
| Maurizio Damilano                                                                                                  | Atletismo     | 20 km marcha M             |
| Sara Simeoni | Atletismo     | Salto de altura F          |
| Patrizio Oliva | Boxeo         | Superligero (63,5 kg) M    |
| Federico Roman (Rossinan)                                                                                          | Hípica        | Concurso completo ind.     |
| Ezio Gamba | Judo          | –71 kg M                   |
| Claudio Pollio | Lucha libre   | 48 kg M                    |
| Luciano Giovannetti                                                                                                | Tiro          | Foso M                     |
| Plata |               |                            |
| Equipo | Baloncesto    | Torneo M                   |
| Ferdinando Meglio Michele Maffei Mario Aldo Montano Marco Romano Giovanni Scalzo                                   | Esgrima       | Sable por eqs. M           |
| Federico Roman (Rossinan) Anna Casagrande (Daleye) Mauro Roman (Dourakin 4) Marina Sciocchetti (Rohan de Lechereo) | Hípica        | Concurso completo por eqs. |
| Bronce |               |                            |
| Mauro Zuliani Stefano Malinverni Pietro Mennea Roberto Tozzi                                                       | Atletismo     | 4 × 400 m M                |
| Giorgio Cagnotto                                                                                                   | Saltos        | Trampolín 3 m M            |
| Giancarlo Ferrari                                                                                                  | Tiro con arco | Individual M               |
| Giorgio Gorla Alfio Peraboni                                                                                       | Vela          | Star M                     |